# Boucle d'induction magnétique
Pour les articles homonymes, voir Boucle magnétique et BIM.
Une boucle d'induction magnétique (BIM) est un système électromagnétique de communication ou de détection. Il utilise un aimant mobile pour induire un courant électrique dans une boucle adjacente. Les boucles d'induction magnétique sont utilisées pour la transmission et la réception de signaux de communication, ou pour la détection d'objets métalliques par des détecteurs de métaux, ou des indicateurs de présence de véhicule. On utilise également les boucles d'induction magnétique pour fournir une aide auditive aux personnes malentendantes utilisatrices d'appareils auditifs via une boucle auditive.

## Implémentation

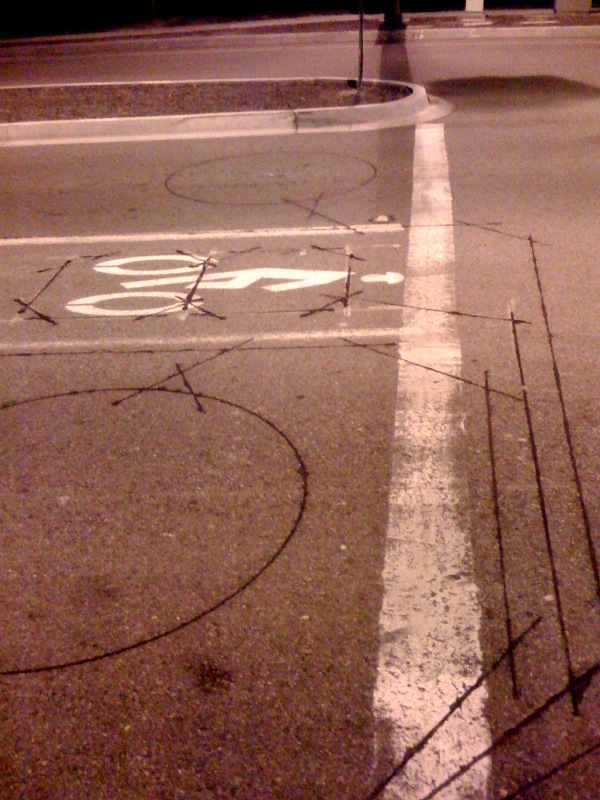
Un exemple de boucle d'induction magnétique installée sur une route pour détecter les voitures.

Le système de boucle d'induction magnétique d'une antenne émettrice peut consister en une ou plusieurs boucles d'un élément conducteur.
Les dispositifs industriels courants possèdent une seule grosse ou plusieurs boucles, sous la forme d'un complexe formé de multiples lobes, le plus souvent positionné au-dessus de l'aire de détection considérée.
Le récepteur est typiquement une très petite bobine à noyau de fer, bien que l'entreprise anglaise Rediffusion utilisait un prototype se basant sur l'effet Hall dans son système PLL FM.[réf. souhaitée]
On utilise souvent un amplificateur de puissance couplé à la faible impédance de la boucle de transmission. La transmission est préférée directe plutôt que superposée ou modulée par une porteuse, bien que des systèmes multi-canaux aient été implantés, utilisant la FM.

### Détection des véhicules
Les boucles d'induction magnétiques sont utilisées pour détecter les véhicules arrivant ou passant par un certain point, par exemple un feu de circulation, et sur les autoroutes, à gérer le trafic. Une boucle conductrice isolée est installée dans la chaussée. Les composants électroniques transmettent l'information dans les câbles à des fréquences comprises entre 10 kHz et 200 kHz, selon les installations. 
Ce système se comporte comme un circuit oscillant dans lequel la boucle et le câble d'arrivée font office d'éléments inductifs. Lorsqu'un véhicule passe ou est à l'arrêt sur la boucle, le véhicule induit des courants de Foucault dans la boucle, ce qui fait baisser leur inductance. Cette diminution actionne le relais de sortie, ce qui envoie un signal au système de régulation du trafic, signifiant le passage ou la présence d'un véhicule.  
Les parkings pour automobiles peuvent avoir de tels systèmes. Les chemins de fer peuvent utiliser une boucle d'induction magnétique pour détecter le passage des trains à un point donné. Cela permet de tracer le parcours ou le retard de ceux-ci sur les moniteurs de surveillance.
Généralement assez efficaces pour la détection de véhicules, ces capteurs sont assez répandus dans les parkings pour compter le nombre de places vacantes. Cependant, la première limite de ces capteurs provient de l'effet de peau, qui peut rendre difficile la détection d'un véhicule.

## Autres usages
Une autre sorte de boucle d'induction magnétique est utilisée dans les détecteurs de métaux, dans lesquels une grande bobine, qui fait partie d'un circuit résonant, est décalée en phase à proximité d'un objet conducteur. Ce peut être un objet métallique (détection de câbles et métaux) ou un objet conducteur (détecteur de montants).
Ces équipements peuvent utiliser deux ou plusieurs bobines de réception, et l'objet détecté modifie le couplage inductif ou modifie l'angle de phase de la tension induite dans les bobines réceptrices par rapport à la bobine émettrice.
Une application de plus en plus courante se situe dans la prothèse auditive. Une boucle ou une série de boucles, appelées boucles auditives, est utilisée pour fournir un champ magnétique oscillant selon la fréquence des sons qu'on cherche à émettre, dans une zone où un porteur d'une prothèse auditive est présent. Beaucoup de ces prothèses contiennent une bobine appelée « Telecoil » qui permet de capter le champ magnétique et le transformer en son tout en supprimant le signal audio provenant du microphone de la prothèse.
Une boucle de détection de sous-marins était un appareil utilisé pour détecter les sous-marins et les navires de surface en utilisant des câbles immergés spécifiques connectés à un galvanomètre. 
Dans le cadre de la mise en conformité des blocs opératoires avec les nouvelles normes de radioprotection, on installe des prises de courant dédiées aux appareils mobiles de radioscopie munies de boucles de détection de courant. Le dispositif permet ainsi d'activer un signal lumineux situé au-dessus des portes d'accès à la salle et indiquant l'utilisation des rayons X dès la mise sous tension de l'appareil. 

### L'accessibilité des malentendants en France
L’installation de boucles d’induction magnétique est obligatoire au regard de la loi dans certaines catégories d’ERP. En effet, les personnes malentendantes ont le droit d’accéder aux établissements recevant du public, comme n’importe quel visiteur.
Ces obligations concernent : les ERP remplissant une mission de service public, les ERP de 1er (effectif admissible de plus de 1 500 personnes) et 2 ème catégorie (effectif admissible entre 701 et 1 500 personnes). Les guichets d'accueil des ERP de 3ème et 4ème catégories neufs ou faisant l'objet d'un aménagement (Depuis le 20 avril 2017 seulement)[réf. souhaitée].
Lors de leur installation et de leur renouvellement, les appareils  comportent :
- une boucle d’induction magnétique respectant les dispositions décrites en annexe 9. Les spécifications de la norme NF EN 60118-4[4] sont réputées satisfaire à ces exigences ;
- un retour visuel des informations principales fournies oralement.